# Quercus oleoides
Quercus oleoides Schltdl. & Cham. – gatunek rośliny z rodziny bukowatych (Fagaceae Dumort.). Występuje naturalnie na Kubie, w Meksyku, Belize, Gwatemali, Hondurasie, Nikaragui oraz Kostaryce.

## Morfologia
PokrójZimozielone drzewo lub krzew. Dorasta do 5–10 m wysokości. Kora jest szorstka i  ma szarą barwę.
LiścieBlaszka liściowa ma kształt od eliptycznego do odwrotnie jajowatego. Mierzy 4–12 cm długości oraz 2–6 cm szerokości, jest całobrzega lub ząbkowana przy wierzchołku, ma nasadę od rozwartej do klinowej. Ogonek liściowy jest nagi i ma 4–10 mm długości.
OwoceOrzechy zwane żołędziami o jajowatym kształcie, dorastają do 18–22 mm długości i 10–17 mm średnicy. Osadzone są pojedynczo w miseczkach w półkulistym kształcie lub formie kubka, które mierzą 8–14 mm długości i 12–22 mm średnicy. Orzechy otulone są w miseczkach do 30–60% ich długości.

## Biologia i ekologia
Rośnie w widnych lasach oraz na sawannach, na terenach nizinnych. Kwitnie od marca do czerwca, natomiast owoce dojrzewają od sierpnia do  września.